# Feldwebel
Feldwebel è un grado militare di alcuni eserciti.
Il nome del grado, usato inizialmente dagli eserciti delle nazioni di lingua tedesca, è improntato al tedesco come il grado fältväbel in Svezia, фельдфебель (fel'dfebel') nell'Impero russo, фелдфебел (feldfebel) in Bulgaria, Feldweibel in Svizzera, Vääpeli in Finlandia, Veebel in Estonia.
In Germania il grado è in uso nell'Esercito e nell'Aeronautica militare tedesca, mentre nella Deutsche Marine il grado corrispondente è Bootsmann. Nelle forze armate italiane il grado è omologo al sergente maggiore dell'Esercito e dell'Aeronautica e al secondo capo della Marina Militare.
Nella Polizia tedesca fino agli anni ottanta al posto di feldwabel veniva usato il termine "Wachtmeister", che nei ranghi della polizia della Repubblica Federale Tedesca corrispondeva al grado più basso tra i sottufficiali, mentre nella Volkspolizei della Repubblica Democratica Tedesca corrispondeva al grado più alto della truppa.
Nell'Esercito bulgaro il grado di "feldfebel" (bulgaro: фелдфебел) era presente dalla fine del XIX secolo fino alla fine degli anni quaranta, quando l'organizzazione delle forze armate basata venne sostituita da quella basata sul modello del blocco sovietico.

## Etimologia
Feldwebel è una contrazione di feld che significa "campo" e weibel, una parola arcaica che significa "usciere". Weibel viene da weibôn, vocabolo dell'alto tedesco antico, che significa andare avanti e indietro.

## Germania
Nell'Impero tedesco il grado di Feldwebel divenne popolare  all'inizio del XIX secolo è stato il più alto grado di sottufficiale del Deutsches Heer fino al 1918. Dal 1877, i sottufficiali più esperti potevano essere promossi al grado di Feldwebel-Leutnant (Tenente-Feldwebel), che corrispondeva a quello di un ufficiale della riserva, ma rimaneva ancora inferiore al grado di Tenente. Vennero istituiti i ranghi di Vizefeldwebel ("Vice-Feldwebel"), e Unteroffizier, mentre Gefreiter era un titolo della truppa ancora in uso che corrisponde al soldato di prima classe di molti eserciti.
Al termine della prima guerra mondiale nel Reichswehr e poi nella Wehrmacht, il grado di Feldwebel aveva più livelli:
- Feldwebel (vicecapo plotone)
- Oberfeldwebel (capo plotone, intermedio con l'incarico di Hauptfeldwebel)
- Stabsfeldwebel (grado che poteva essere raggiunto solo dopo venticinque anni di servizio)

Coloro che avevano il grado di Feldwebel erano Unteroffiziere mit Portepee (Unteroffiziere mit Portepee, indicava i sottufficiali con sciabola annodata, cioè i sottufficiali esperti); Unterfeldwebel e Unteroffizier erano Unteroffiziere ohne Portepee cioè giovani sottufficiali.
La nomina ad Hauptfeldwebel era riservata a coloro che avevano il grado di Stabsfeldwebel o Oberfeldwebel. I sottufficiali di grado inferiore (Feldwebel, Unterfeldwebel, Unteroffizier) ai quali venivano affidate le stesse responsabilità ricevevano il grado di Hauptfeldwebeldiensttuer cioè "facente funzione Hauptfeldwebel".
Feldwebel era un grado tradizionale della fanteria; nella cavalleria e nell'artiglieria il grado equivalente era quello di Wachtmeister, nelle trasmissioni di Funkmeister e tra gli artificieri di Feuerwerker, mentre nella Germania nazista, nelle Waffen-SS il grado equivalente era Scharführer.

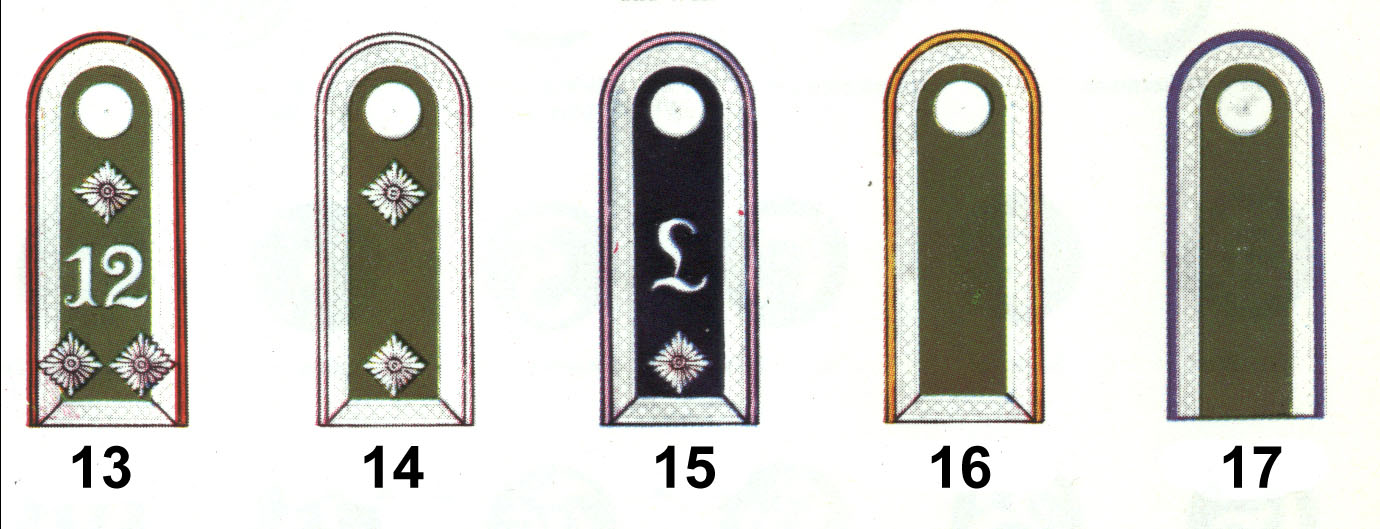
13-Stabsfeldwebel, 14-Oberfeldwebel, 15-Feldwebel, 16-Unterfeldwebel and 17-Unteroffizier

Nella cavaleria e nell'artiglieria la sequenza dei gradi era la seguente: Unterwachtmeister, Wachtmeister, Oberwachtmeister and Stabswachtmeister
Nelle Waffen-SS la sequenza dei gradi era la seguente: SS-Scharführer, SS-Oberscharführer, SS-Hauptscharführer and SS-Sturmscharführer
Nelle attuali forze armate tedesche il grado, istituito nel 1957 e presente nell'Esercito e nell'Aeronautica, è articolato su cinque livelli come il corrispondente Bootsmann della Deutsche Marine:
- OR-6b: Feldwebel / Bootsmann
- OR-6a: Oberfeldwebel / Oberbootsmann
- OR-7: Hauptfeldwebel / Hauptbootsmann
- OR-8: Stabsfeldwebel / Stabsbootsmann
- OR-9: Oberstabsfeldwebel / Oberstabsbootsmann

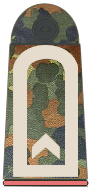
Feldwebel
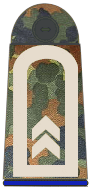
Oberfeldwebel
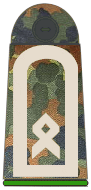
Hauptfeldwebel
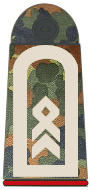
Stabsfeldwebel
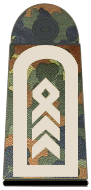
Oberstabsfeldwebel

## Estonia
Nelle forze armate dell'Estonia il grado di Veebel, denominazione di Feldwebel in estone, è articolato su cinque livelli, che vanno da nooremveebel a ülemveebel.
La traduzione del gradi dal più vasso al più alto potrebbe essere la seguente:
- nooremveebel (Viceveebel)
- veebel
- vanemveebel (primo veebel)
- staabiveebel (veebelscelto)
- ülemveebel  (veebel capo)

Esercito
| Codice NATO   | OR-9       | OR-9       | OR-9         | OR-9         | OR-9         | OR-9        | OR-8        | OR-8   | OR-7   | OR-7         | OR-6         | OR-6         | OR-6         | OR-6         | OR-6         | OR-6 |
| ------------- | ---------- | ---------- | ------------ | ------------ | ------------ | ----------- | ----------- | ------ | ------ | ------------ | ------------ | ------------ | ------------ | ------------ | ------------ | ---- |
| Eesti maavägi |            |            |              |              |              |             |             |        |        |              |              |              |              |              |              |      |
| ülemveebel    | ülemveebel | ülemveebel | staabiveebel | staabiveebel | staabiveebel | vanemveebel | vanemveebel | veebel | veebel | nooremveebel | nooremveebel | nooremveebel | nooremveebel | nooremveebel | nooremveebel |      |

Aeronautica
| Codice NATO   | OR-9       | OR-9       | OR-9         | OR-9         | OR-9         | OR-9        | OR-8        | OR-8   | OR-7   | OR-7         | OR-6         | OR-6         | OR-6         | OR-6         | OR-6         | OR-6 |
| ------------- | ---------- | ---------- | ------------ | ------------ | ------------ | ----------- | ----------- | ------ | ------ | ------------ | ------------ | ------------ | ------------ | ------------ | ------------ | ---- |
| Eesti õhuvägi |            |            |              |              |              |             |             |        |        |              |              |              |              |              |              |      |
| ülemveebel    | ülemveebel | ülemveebel | staabiveebel | staabiveebel | staabiveebel | vanemveebel | vanemveebel | veebel | veebel | nooremveebel | nooremveebel | nooremveebel | nooremveebel | nooremveebel | nooremveebel |      |

Marina
| Codice NATO    | OR-9       | OR-9       | OR-9         | OR-9         | OR-9         | OR-9        | OR-8        | OR-8   | OR-7   | OR-7         | OR-6         | OR-6         | OR-6         | OR-6         | OR-6         | OR-6 |
| -------------- | ---------- | ---------- | ------------ | ------------ | ------------ | ----------- | ----------- | ------ | ------ | ------------ | ------------ | ------------ | ------------ | ------------ | ------------ | ---- |
| Eesti merevägi |            |            |              |              |              |             |             |        |        |              |              |              |              |              |              |      |
| ülemveebel     | ülemveebel | ülemveebel | staabiveebel | staabiveebel | staabiveebel | vanemveebel | vanemveebel | veebel | veebel | nooremveebel | nooremveebel | nooremveebel | nooremveebel | nooremveebel | nooremveebel |      |

## Finlandia
Nelle forze armate della Finlandia la denominazione del grado è Vääpeli in finlandese e Fältväbel in lingua svedese; il grado superiore è Ylivääpeli/Överfältväbel. 
Tali gradi sono comuni all'Esercito e all'Aeronautica finlandese.
Nella Suomen merivoimat, la marina militare della Finlandia il grado corrispondente è Pursimies/Båtsman secondo la dizione finlandese) svedese, letteralmente nostromo, corrispondente al capo di terza classe della Marina Militare italiana; il grado superiore è Ylipursimies/Överbåtsman letteralmente Primo nostromo, corrispondente al capo di seconda classe della Marina Militare italiana.
| NATO Code     | OR-8          | OR-8      | OR-7      | OR-7 |
| ------------- | ------------- | --------- | --------- | ---- |
| Finlandia     |               |           |           |      |
| Ylivääpeli    | Ylivääpeli    | Vääpeli   | Vääpeli   |      |
| Överfältväbel | Överfältväbel | Fältväbel | Fältväbel |      |

| NATO Code     | OR-8          | OR-8      | OR-7      | OR-7 |
| ------------- | ------------- | --------- | --------- | ---- |
| Finlandia     |               |           |           |      |
| Ylivääpeli    | Ylivääpeli    | Vääpeli   | Vääpeli   |      |
| Överfältväbel | Överfältväbel | Fältväbel | Fältväbel |      |

## Svizzera
Nell'Esercito svizzero Feldweibel è il grado più basso tra i sottufficiali superiori. Nel 2004 è stato istituito anche il grado di Hauptfeldweibel.

Feldweibel
Hauptfeldweibel

## Impero russo
Nell'esercito imperiale russo il grado di Feld'febel' (russo: Фельдфебель) era il più alto grado tra i sottufficiali (russo: Унтер-офицер; translitterato: Unter-ofitser) dalla sua introduzione nella Tabella dei ranghi di Pietro il Grande nel 1722, fino al 1826, quando vennero introdotto tra i sottufficiali il grado di Podpraporščik (russo: Подпрапорщик); successivamente venne introdotto anche il grado di Zaurjad-praporščik (russo: Зауряд-прапорщик; traduzione: vice-praporščik) nel 1884. Anche dopo l'introduzione di tali gradi, coloro che avevano il grado di Feld'febel' erano generalmente i sottufficiali più anziani dei reparti e quando ottenevano le promozione a Zaurjad-praporščik o a Podpraporščik erano autorizzati a indossare ancora i tubolari o le controspalline di fel'dfebel'. L'equivalente di Feld'febel' nella cavalleria era il Vachtmistr (russo: Вахмистр), prestito linguistico dal tedesco Wachtmeister.

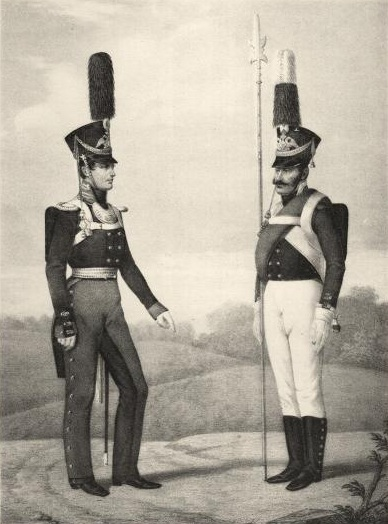
Ufficiale e Feld'febel' del Reggimento Preobraženskij 1809-1810
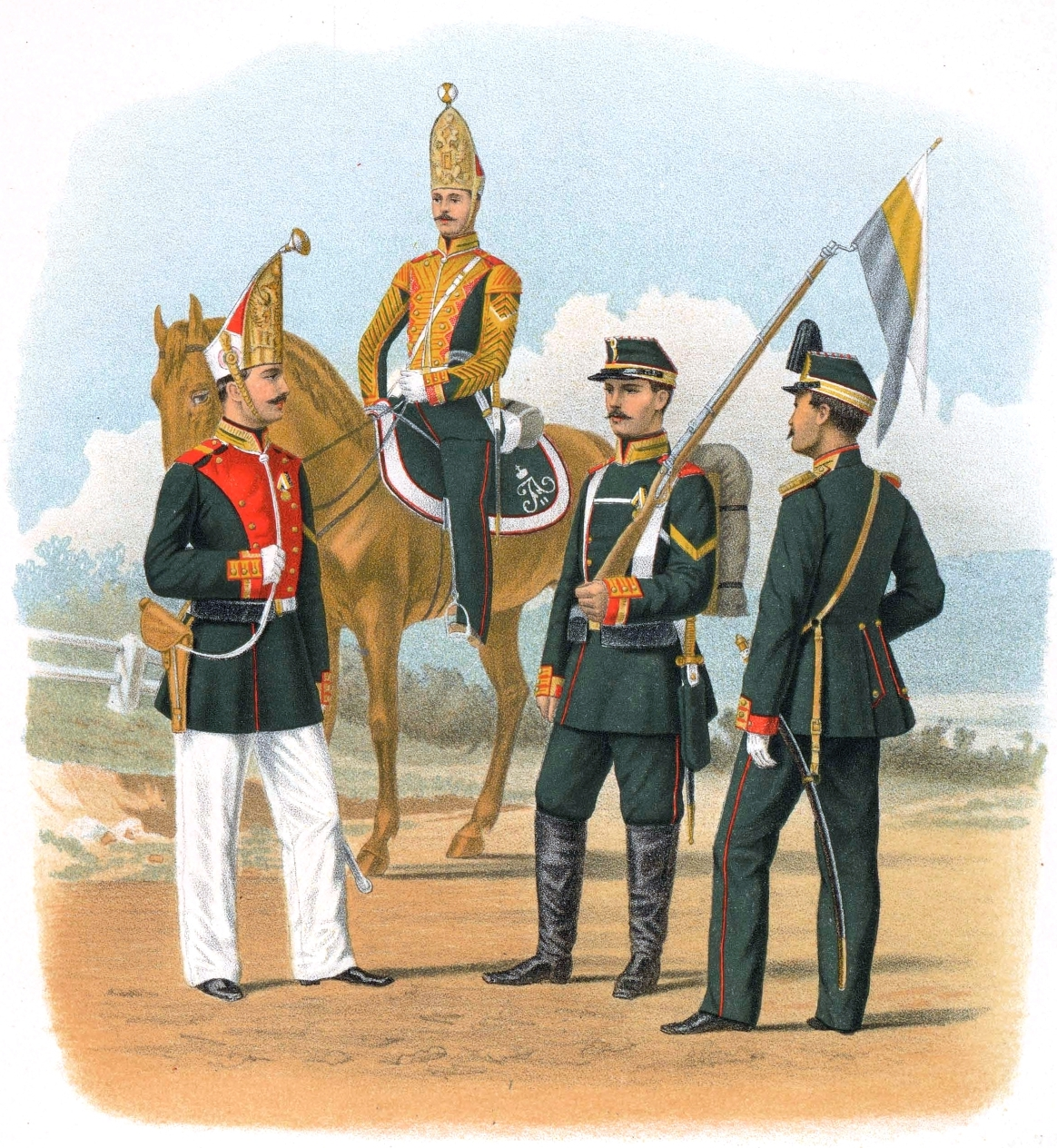
1865-1872. Reggimento Pavlovskij della Guardia imperiale. Feld'febel' e trombettiere in alta uniforme, sottufficiale in uniforme da marcia, ufficiale in uniforme ordinaria
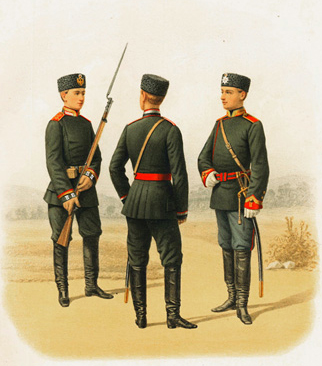
Feld'febel' della Scuola di ingegneria Nikolaev e Junker della Scuola di cavalleria Nikolaev. Junker della prima scuola militare di Pavlovsk, 1882

Nella Marina imperiale russa il grado omologo era Bocman (cirillico: Боцман; italiano: nostromo) mentre nei servizi a terra della Marina e nell'ammiragliato la denominazione del grado era Morskoj fel'dfebel' (cirillico: Морской Фельдфебель).
| Grado inferiore: Stáršij unter-ofizer (старший унтер-офицер) | (Fel'dfebel') (фельдфебель) Vachmistr (Bахмистр) | Grado superiore: Podpraporščik (подпрапорщик) |

| Controllo di autorità | GND (DE) 4540056-8 |